# 道の駅ひなの里かつうら
道の駅ひなの里かつうら（みちのえき ひなのさとかつうら）は、徳島県勝浦町にある徳島県道16号徳島上那賀線の道の駅である。

## 施設

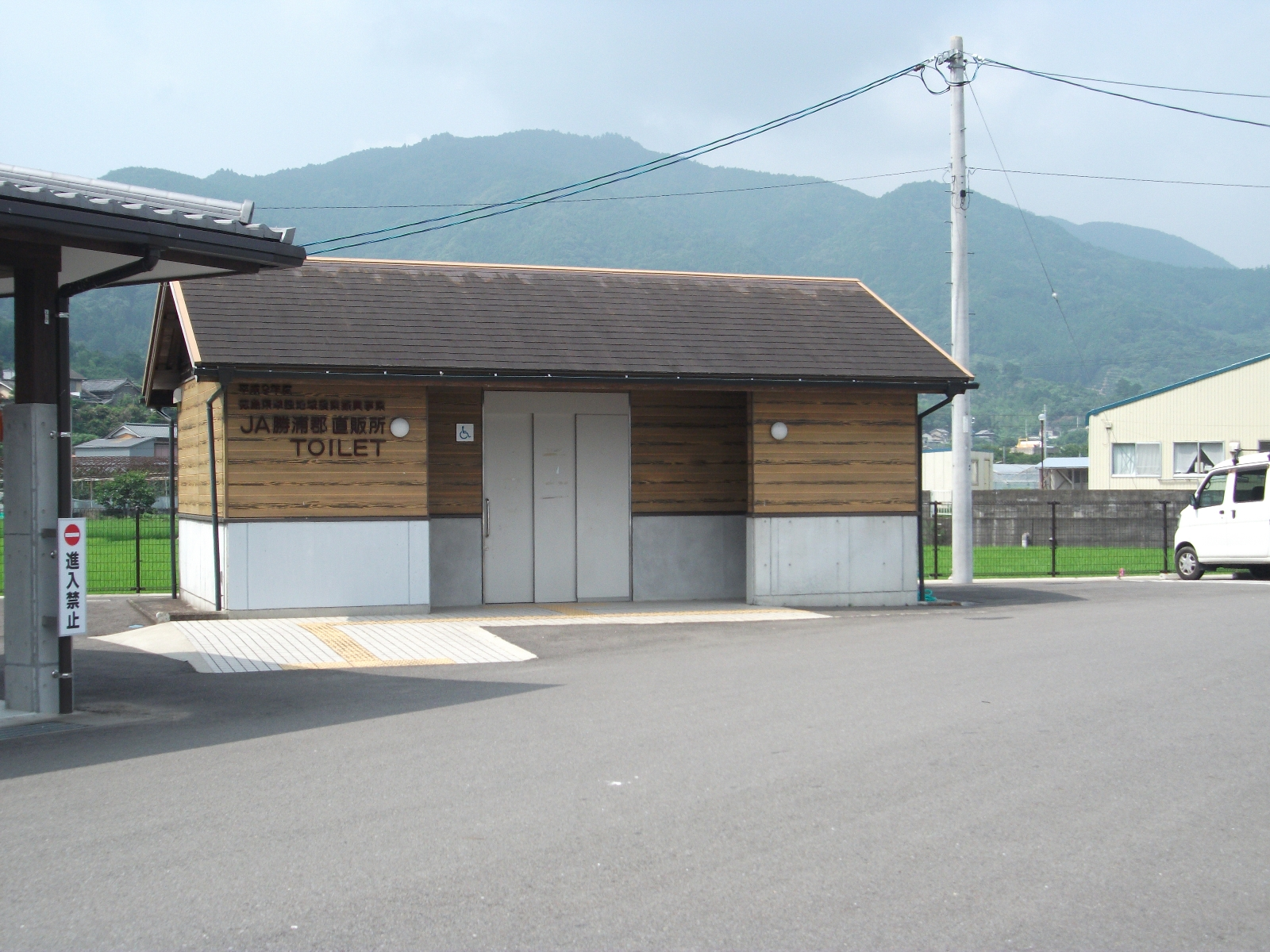
トイレ

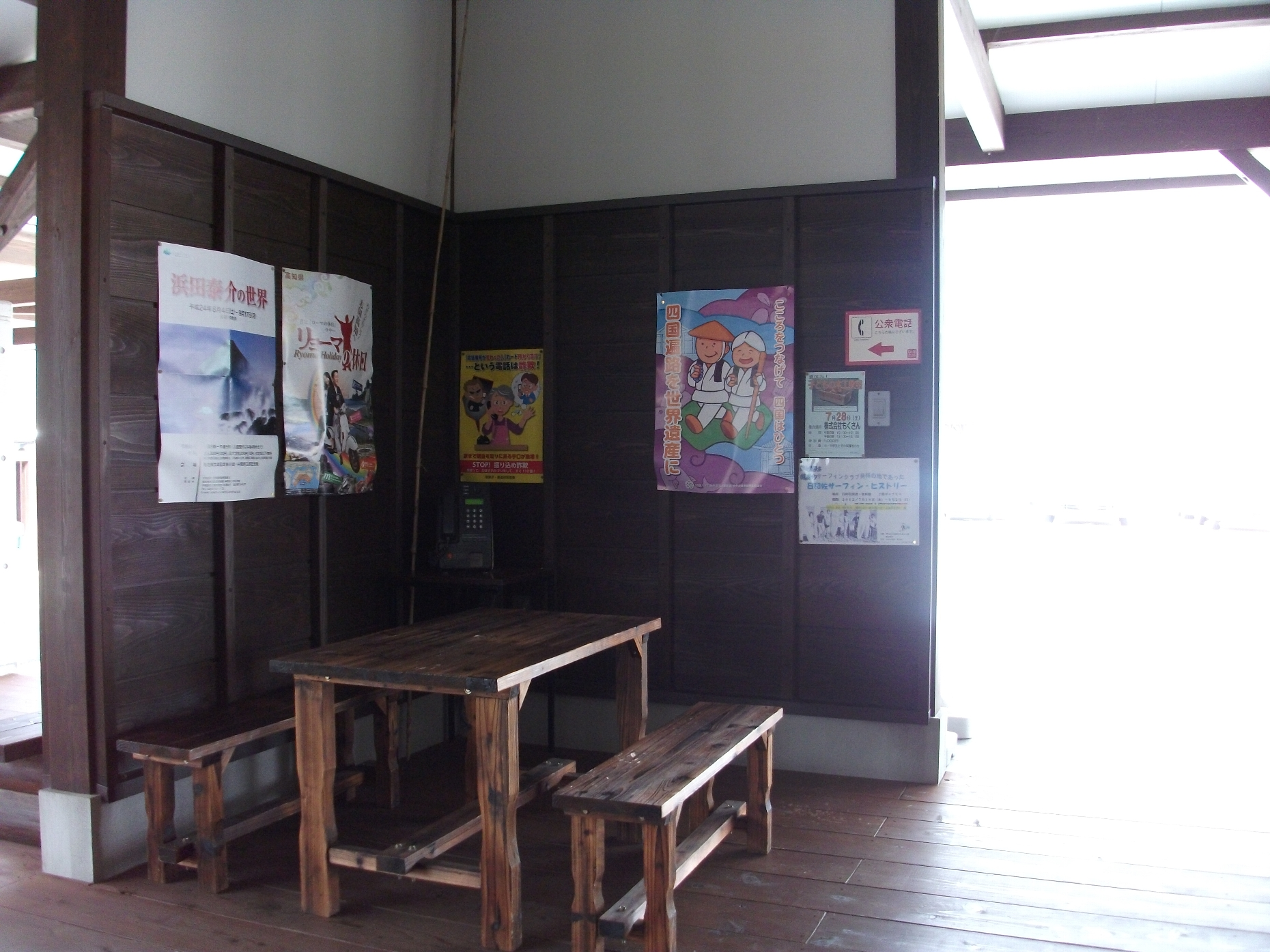
公衆電話

- 駐車場
  - 普通車：26台
  - 大型車：3台
  - 身障者用：2台
- トイレ （いずれも24時間利用可能）
  - 男：7器
  - 女：5器
  - 身障者用：2器
トイレ
- 情報提供施設
- 公衆電話
公衆電話
- 喫茶、うどん店
- 物販施設「よってネ市」
- 無線LAN

## 休館日
- 毎月第4月曜日
- 12月29日 - 1月2日

## アクセス
- 徳島県道16号徳島上那賀線 - 登録路線

## 周辺
- 人形文化交流館
- ひな市
- 星谷運動公園